# OSV형
OSV형(Object–subject–verb)는 목적어-주어-동사 순서를 취하는 어순의 하나이다. 현재까지 발견된 OSV형 언어는 대부분 아마존 분지에서 발견된 일부 소규모 언어들이며, 예외적으로 티베트버마어파의 미조어가 주로 OSV 어순을 가진다.

## 같이 보기
- 어순
- SOV형
- SVO형
- VSO형
- VOS형
- OVS형